# Zaagklem

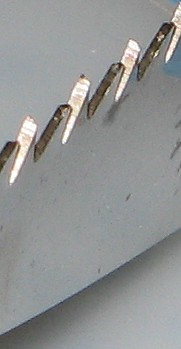
Tandzetting

Tandzetting, schematisch

Een zaagklem is een scharnierende houten of metalen klem die als hulpmiddel dient voor het richten, zetten en scherpvijlen van bijvoorbeeld een handzaag of kapzaag.
Het scherpen door middel van een zaagvijl, of het opnieuw zetten, kan alleen bij zagen met ongeharde tanden (geharde tanden zijn te herkennen aan de zwartblauwe verkleuring).

## Richten, zetten en scherpen
Nadat het zaagblad is schoongemaakt wordt deze in de zaagklem geplaatst en in een houtbankschroef of in een op de werkbank aangebrachte bankschroef geklemd. Dit dient dusdanig te gebeuren dat de tanden er net bovenuit steken. Om ongewenst trillen van de zaag tijdens het vijlen te voorkomen, dient er steeds boven de zaagklem gewerkt te worden. Het is daarom van belang de klem regelmatig te verplaatsen.

#### Richten
De eerste handeling bestaat daaruit dat men met een niet te grove vijl die over de gehele lengte vlak gehouden wordt, de tanden op gelijke hoogte brengt.  Dit gaat het beste met een vijl zonder hecht welke in de lengterichting over de tanden wordt bewogen.

#### Zetten
De tanden worden afwisselend, één naar rechts, één naar links, zijdelings  uitgebogen. Het wisselende uitbuigen van de tanden is nodig om het blad in de zaagsnede ruimte te geven zodat het niet voortdurend klemt. Dit uitbuigen moet behoedzaam gebeuren, het beste gaat dit met een zaagzettang. De mate van uitbuigen hangt van het doel van de zaag af. Alleen het bovenste gedeelte van de tand wordt uitgebogen, nooit de gehele tand, want anders breekt die af. Het handigst is het om telkens één tand over te slaan, en eerst één kant en vervolgens de andere zijde te zetten.

#### Scherpvijlen
Het vijlen van de tanden gebeurt met een zaagvijl, dit is een zoetvijl met vaak een doorsnede van een gelijkzijdige driehoek waarbij zich echter op de hoeken ook een vijlend vlak bevindt. Bij het uiteinde is de vijl dunner dan bij het hecht. De vijl wordt met één hand vastgehouden, de vingers van de andere hand, met name de duim, geleidt hierbij het uiteinde. Men begint aan het bovenste eind van het blad en vijlt tegen de duwrichting van de zaag in. Dat is logisch, want het uitstekende gedeelte van de tand moet immers door het hout snijden en dus juist daar een scherpe kant hebben. Men beweegt de vijl twee of drie keer met één lange duwende beweging door de tandholte. Er wordt telkens een tandholte overgeslagen, omdat de tanden om en om een andere stand hebben. De stand van de vijl zowel in horizontale zin, alsook voor wat betreft de hoek met het zaagblad dient tijdens het vijlen precies goed te zijn. De hoek bepaalt voor welke manier van zagen de zaag geschikt is. Voor afkorten of schulpen. Zie hiervoor hout zagen. Als het ingeklemde gedeelte weer scherp is wordt het zaagblad een klemlengte opgeschoven en volgt dezelfde werkwijze. Dit herhaalt zich tot de hele bladlengte gedaan is. Daarna wordt de zaag met het handvat naar de andere richting opnieuw ingeklemd en de procedure herhaalt zich.